# 紅手旗
紅手旗 （英語：Ulster Banner），又稱北愛爾蘭旗，是一面採用了前北愛爾蘭徽章圖案設計的旗幟。這面旗幟為白底內有一紅色十字，十字中央是是白色六角星。六角星內有阿爾斯特紅手，上方是王冠。1972年之前，紅手旗是北愛爾蘭政府的官方旗幟，並且在1953年至1972年也是北愛爾蘭的代表旗幟。

## 起源

最初的紅手旗，六角星上方王冠是都鐸王冠

傳統阿爾斯特旗

北愛爾蘭政府在1921年至1972年使用的徽章

北愛爾蘭徽章和紅手旗均是由內維爾·維爾金森爵士在1923年至1924年設計於都柏林城堡。這面旗幟的設計基於阿爾斯特旗。旗幟上有紅色的布爾克十字（亦有說法認為是聖喬治十字）。和阿爾斯特旗相比，紅手旗添加了象徵英國君主政體的王冠。紅手旗中央的六角星代表北愛爾蘭的六個郡。
紅手旗有時亦稱阿爾斯特旗（Ulster flag）、北愛爾蘭旗（Northern Ireland flag）、 斯托蒙特旗（Stormont flag）。北愛爾蘭的親英主義者經常使用阿爾斯特代指北愛爾蘭。而斯托蒙特莊園則是北愛爾蘭政府在1921年至1972年的辦公地點。

## 歷史

### 北愛爾蘭政府用旗時期
北愛爾蘭政府在1924年得到皇家授權，擁有了自己的紋章，並有權將紋章展示在紋章旗上。這一權利在1953年伊麗莎白二世加冕時實際行使。1953年至1972年時，紅手旗是北愛爾蘭的政府用旗，並且也實際上是北愛爾蘭旗幟。但在1972年，根據1973年北愛爾蘭憲法草案，英國議會解散了北愛爾蘭政府和議會，紅手旗因此被官方停用。

### 1972年之後
1972年之後，紅手旗仍繼續由愛爾蘭聯合主義支持者使用。2004年，貝爾法斯特市議會委託進行了一項關於北愛爾蘭各地旗幟使用狀況的研究。該報告指出北愛爾蘭的三個聯合主義者控制的地方議會使用紅手旗和英國國旗，包括阿茲區、卡里克弗格斯區、卡斯爾雷區。

## 國際體育
紅手旗在英聯邦運動會被用作北愛爾蘭的代表旗幟。PGA巡迴賽的北愛爾蘭球手、FIFA的北愛爾蘭足球代表隊亦使用紅手旗作為代表旗幟。